# 諾維爾·佩爾
小諾維爾·佩爾（英語：Norvel Pelle Jr.，1993年2月3日—）為美國男子篮球运动员，場上位置為中鋒。
2014-15賽季佩爾效力超級籃球聯賽達欣工程，場均15.3分、14.2籃板，2017年代表黎巴嫩參加亞洲盃籃球賽。
2024年7月佩爾加盟貝魯特。

## 外部連結
- 諾維爾·佩爾在fiba.basketball（英语）
- 諾維爾·佩爾在archive.fiba.com（archived）（英语）
- 諾維爾·佩爾在NBA（英语）
- 諾維爾·佩爾在義大利籃球聯賽（意大利语）
- 諾維爾·佩爾在Basketball-Reference.com（NBA）（英语）
- 諾維爾·佩爾在Basketball-Reference.com（NBA G聯盟）（英语）
- 諾維爾·佩爾在Basketball-Reference.com（國際）（英语）
- 諾維爾·佩爾在ESPN（NBA）（英语）
- 諾維爾·佩爾在Eurobasket.com（球員）（英语）
- 諾維爾·佩爾在RealGM（英语）
- 諾維爾·佩爾在Proballers（英语）
- 諾維爾·佩爾在Flashscore（英语）